# Edgar Chahine
Edgar Chahine (Viena, 1874-París, 1947) fue un pintor y grabador francés.

## Biografía
Nacido en Viena el 31 de octubre de 1874, si bien alguna otra fuente data su nacimiento en 1875, era de origen armenio. Realizó estudios de pintura en Venecia, ciudad que abandonó en 1895 rumbo a París, donde ingresó en la Academia Julian. Falleció en París el 18 de marzo de 1947.